# الصورة الأخيرة
الصورة الأخيرة (بالفرنسية: La Dernière Image)‏ هو فيلم دراما تم إنتاجه في الجزائر وصدر في سنة 1986. الفيلم من إخراج وكتابة محمد الأخضر حمينة.
وقد اختير الفيلم ضمن مهرجان كان لسنة 1986.

## القصة
يعود الفيلم لزمن الحرب العالمية الثانية عام 1939، ويتمحور حول معلمة شابة وصلت حديثا ً من فرنسا إلى إحدى القرى الجزائرية، تدعى الآنسة كلير بوير، لتواجه بتقاليد المجتمع حيث تتباعد مشاعر الناس تجاهها سوى أحد طلابها الصغار المسمى ميلود الذي وقع في حبها.

## وصلات خارجية
- الصورة الأخيرة على موقع IMDb (الإنجليزية)
- الصورة الأخيرة على موقع ألو سيني (الفرنسية)
- الصورة الأخيرة على موقع أول موفي (الإنجليزية)
- الصورة الأخيرة على موقع قاعدة بيانات الفيلم (الإنجليزية)
- الصورة الأخيرة على موقع ليتربوكسد (الإنجليزية)
- الصورة الأخيرة على موقع كينوبويسك (الروسية)